# 澜河镇
澜河镇，是中华人民共和国广东省南雄市下辖的一个乡镇级行政单位。

## 行政区划
澜河镇下辖以下地区：
新街社区、白云村、洞底村、葛坪村、澜河村、上矽村和上澜村。